# Margraviato di Moravia
Il Margraviato di Moravia (in tedesco Markgrafschaft Mähren; in ceco Markrabství moravské
) o Marca di Moravia era un margraviato del Sacro Romano Impero fondato nel 1182 ed esistente sino al 1918. Lo stato fu quasi sempre soggetto al ducato e poi al regno di Boemia.

## Geografia
Il margraviato si estendeva ad est della Boemia propriamente detta, con un'area grande quanto la metà della regione. A nord, i Monti Sudeti, formavano il confine col ducato polacco di Slesia, incorporato come territorio della corona boema dal 1335 col Trattato di Trentschin. Ad ovest il paese era separato dai Carpazi dall'attuale Slovacchia. A sud il fiume Thaya segnava il confine col Ducato d'Austria.

## Storia
Dopo che il primo reame medievale della Grande Moravia venne sconfitto dalla dinastia degli Arpad d'Ungheria nel 907, l'attuale territorio della Slovacchia venne incorporato nell'"Alta Ungheria" (Felső-Magyarország), mentre l'adiacente Moravia passò sotto l'autorità dei duchi di Boemia. Re Ottone I di Germania ufficialmente garantì il territorio della Moravia al duca Boleslao I di Boemia in cambio del suo supporto contro le forze ungheresi nel 955 nella Battaglia di Lechfeld. Temporaneamente retta da re Boleslao I Chrobry di Polonia dal 999 al 1019, la Moravia venne riconquistata dal duca Oldrico di Boemia e divenne infine una delle terre della Corona di San Venceslao detenuta dalla dinastia dei Přemyslidi.
Nel 1182, venne creato il Margraviato di Moravia per mano dell'imperatore Federico Barbarossa unendo i tre principati presmilidi di Brno, Olomouc e Znojmo, e venne assegnato a Corrado II, figlio del principe Corrado di Znojmo. Come erede apparente, l'ultimo re Ottocaro II di Boemia venne nominato margravio di Moravia dal padre Venceslao I nel 1247. Assieme alla Boemia, la Moravia venne governata dalla Casa di Lussemburgo all'estinzione dei Presmylidi sino al 1437. Giobbe, nipote dell'imperatore Carlo IV ereditò il margraviato nel 1375, governò autonomamente e venne persino eletto Re dei Romani nel 1410. Scossi dalle Guerre hussite, i nobili moravi rimasero leali sostenitori dell'imperatore Sigismondo.
Nel 1469, la Moravia venne occupata dal re ungherese Mattia Corvino, che si era alleato con la nobiltà cattolica contro il governo di Giorgio di Poděbrady e si era autoproclamato antiré di Boemia a Olomouc. Il re rivale Ladislao II venne insediato al suo posto nel 1479 con la Pace di Olomouc, ove Matia rinunciò ai propri titoli reali ma mantenne il governo sulle terre della Moravia.
Con le Terre della corona boema, il margraviato venne incorporato nella moanrchia asburgica dalla morte di re Luigi II nel 1526 nella Battaglia di Mohács. La Moravia venne quindi unita nel 1804 all'Impero austriaco e fece parte della Cisleithania dal 1867 nell'Impero austro-ungarico.
Durante la fondazione della Cecoslovacchia a seguito del crollo dell'Impero austro-ungarico dopo la prima guerra mondiale, il margraviato venne trasformato nella "terra di Moravia" e poi nella "Terra di Moravia-Slesia" nel 1918. L'autonomia del territorio venne eliminata nel 1949 dal governo comunista dell'area e non venne mai più ricostituita.

## Margravi di Moravia

### Přemyslidi
- Corrado II Ottone (1182-1191)

unito alla Boemia (1189-1197)
- Vladislao I Enrico (1197-12 agosto 1222), figlio secondogenito di re Vladislao II di Boemia e di Giuditta di Turingia
- Vladislao II (1223-1227), figlio del re Ottocaro I di Boemia e di Costanza d'Ungheria
- Přemyslo (1227-1239), figlio del re Ottocaro I di Boemia e di Costanza d'Ungheria
- Vladislao III (1239-1247), figlio del re Venceslao I di Boemia e di Cunegonda di Hohenstaufen
- Ottocaro II (1247-1278), figlio del re Venceslao I di Boemia e di Cunegonda di Hohenstaufen

tenuto direttamente da re Rodolfo I di Germania (1278-1283)
- Venceslao II (1283-1305), figlio del re Ottocaro II di Boemia e di Cunegonda di Halych
- Venceslao III (1305-1306), figlio del re Venceslao II di Boemia e di Giuditta d'Asburgo

Varie dinastie
- Rodolfo I d'Asburgo (1306-1307), figlio di re Alberto I di Germania e di Elisabetta di Carinzia
- Enrico di Carinzia (1307-1310), figlio del duca Meinardo di Carinzia e di Elisabetta di Baviera

### Lussemburgo
- Giovanni (1310-1333), figlio dell'imperatore Enrico VII e di Margherita di Brabante
- Carlo IV (1333-1349), figlio del re Giovanni I di Boemia e di Elisabetta di Boemia
- Giovanni Enrico (1349-1375), infeudato da suo fratello re Carlo IV
- Giobbe di Moravia (1375-1411), figlio di Giovanni Enrico, coi fratelli Giovanni Sobieslao (sino al 1394) e Procopio (sino al 1405)
- Sigismondo (1419-1423), figlio dell'imperatore Carlo IV e di Elisabetta di Pomerania

### Varie dinastie
- Alberto II d'Asburgo (1423-1439), figlio del duca Alberto IV d'Asburgo e di Giovanna Sofia di Baviera
- Ladislao Postumo (1440-1457), figlio di re Alberto II d'Asburgo e di Elisabetta di Lussemburgo
- Giorgio di Poděbrady (1458-1468)
- Mattia Corvino (1468-1490), figlio secondogenito di Giovanni Hunyadi e di Erzsébet Szilágyi

### Jagelloni
- Ladislao II (1490-1516), figlio di re Casimiro IV Jagellone di Polonia e di Elisabetta d'Asburgo
- Luigi II (1516-1526), figlio di re Ladislao II

### Asburgo
- Ferdinando I (1527-1564), figlio quartogenito di Filippo il Bello e Giovanna la Pazza
- Massimiliano II (1564-1576), figlio dell'imperatore Ferdinando I e di Anna di Boemia e Ungheria
- Rodolfo II (1576-1608), figlio dell'imperatore Massimiliano II
- Mattia II (1608-1617), figlio dell'imperatore Massimiliano II

Nel 1611 il dominio venne unito in definitiva ai re di Boemia e quindi alla casa degli Asburgo

## Governatori del margraviato di Moravia
Dalla sua istituzione sino al crollo della monarchia asburgica, il Margraviato di Moravia ebbe a capo della propria amministrazione un governatore nominato dal governo imperiale. Questi, in assenza del sovrano, era la più alta carica dello stato ed emetteva decreti in suo nome per il governo della regione.